# プログレスMS-06
プログレスMS-06（ロシア語: Прогресс МC-06）はロスコスモスが国際宇宙ステーション（ISS）の補給のために打ち上げた無人宇宙補給機である。NASAおよびJAXAではプログレス67または67Pとも呼称する。

## 打ち上げ
プログレスMS-06は2017年6月14日 09:20:13 UTCにカザフスタンのバイコヌール宇宙基地から打ち上げられた。本機から打ち上げロケットが従来使われていたソユーズUからソユーズ-2.1aに切り換えられた。

## ドッキング
プログレスMS-06は、ピアースにドッキングし、ピアースを多目的実験モジュール（ナウカ; Nauka）と入れ替えることになっていたが、計画遅延のためナウカへの入れ替えはプログレスMS-09に延期されることになった。このため、打ち上げから2日後にランデヴーした後、2017年6月16日 11:37 UTCにズヴェズダの機尾側にドッキングした。

## 貨物
プログレスMS-06は国際宇宙ステーションに2,450kgの補給物資（705kgの推進剤、50kgの酸素および空気、420kgの水の他、食料や日用品など）を輸送した。